# Microchirus
Genre
Microchirus est un genre de poissons plats marins de la famille des Soleidae.

## Liste d'espèces
Selon World Register of Marine Species (17 février 2016) :
- Microchirus azevia (de Brito Capello, 1867)
- Microchirus boscanion (Chabanaud, 1926)
- Microchirus frechkopi Chabanaud, 1952
- Microchirus ocellatus (Linnaeus, 1758)
- Microchirus theophila (Risso, 1810)
- Microchirus variegatus (Donovan, 1808)
- Microchirus wittei Chabanaud, 1950